# Emma Bunton
Emma Lee Bunton (ur. 21 stycznia 1976 w Barnet) – brytyjska piosenkarka popowa, autorka piosenek, tancerka, aktorka, prezenterka radiowa i telewizyjna. Członkini zespołu muzycznego Spice Girls – znana jako Baby Spice. Po rozwiązaniu zespołu rozpoczęła karierę solową.

## Życiorys

### Dzieciństwo
Córka Pauline, instruktorki karate, i Trevora, mleczarza. Gdy miała 11 lat, jej rodzice się rozwiedli i odtąd była wychowywana przez matkę. Ma młodszego brata Paula. Ukończyła St. Theresa's Primary School w Finchley Central, po jej ukończeniu poszła do szkoły teatralnej Sylvia Young Theatre School w Marylebone. W 1993 zagrała rolę Bianki w serialu The Bill na kanale ITV1.

### Spice Girls
W kwietniu 1994 dołączyła do grupy muzycznej Touch, zastępując Michelle Stephenson. Popularność zdobyła, występując w girlsbandzie Spice Girls. W 1996 zespół wydał debiutancki album Spice, a rok później drugą płytę Spiceworld. Obydwa albumy sprzedały się w Anglii w nakładzie 35 milionów sztuk. W 1998 z zespołu odeszła Geri Halliwell. W 2000 girlsband wydał płytę w czteroosobowym składzie o nazwie Forever. W tym samym roku zespół się rozwiązał.
28 lipca 2007 zespół Spice Girls reaktywował się na specjalnie zorganizowanej konferencji prasowej w Londynie. 19 listopada 2007 ukazały się pierwsze po wznowieniu działalności teledysk Headlines (Friendship Never Ends) oraz wydały składankę najbardziej popularnych utworów Greatest Hits. Girlsband wyruszył w trasę koncertową The return of the Spice Girls Tour. Zespół wystąpił na ceremonii zamknięcia letnich igrzysk olimpijskich w Londynie w 2012. W tym samym roku wraz z pozostałymi członkiniami zespołu koordynowała prace przy produkcji musicalu Viva Forever, opartego na dotychczasowej działalności muzycznej Spice Girls.

### Kariera solowa
W 1999 zaśpiewała swoją pierwszą solową piosenkę (Hey You) Free Up Your Mind do filmu Pokemon: The First Movie.
16 kwietnia 2001 wydała swoją pierwszą solową płytę o nazwie A Girl Like Me oraz trzy solowe single pochodzące z tej płyty What Took You So Long?, Take My Breath Away i We're Not Gonna Sleep Tonight. W Anglii album sprzedał się w nakładzie 125 000 kopii. 9 lutego 2004 w Anglii i Kanadzie, a 20 września 2004 w Stanach Zjednoczonych i Brazylii ukazała się druga płyta Free Me. Wydała 3 single I'll Be There, Crickets Sing for Anamaria i Maybe. W listopadzie 2006 na kanale BBC Chldren In Need miał swoją premierę teledysk Downtown. 4 grudnia 2006 ukazała się jej trzecia płyta studyjna Life In Mono. 12 lutego 2007 wydała singiel All I Need to Know. Jej czwarty solowy album My Happy Place ukazał się kwietniu 2019.
6 grudnia 2019 odbył się jej bożonarodzeniowy recital Emma Bunton's Christmas Party at the Royal Albert Hall, w którym obok klasycznych świątecznych piosenek zaprezentowała swoje najbardziej popularne utwory oraz kilka coverów (w niektórych dołączyli do niej Will Young, Matt Goss oraz jej wieloletni narzeczony Jade Jones).

### Działalność pozamuzyczna
W 2006 uczestniczyła w IV edycji Strictly Come Dancing (brytyjskiej wersji Tańca z gwiazdami), jej partnerem był Darren Bennett. W 2009 została prezenterką w radiu HEART. W latach 2013–2018 wraz z Jamiem Theakstonem prowadziła codzienny popularny poranny program radiowy The Heart Breakfast Show, a w niedzielne wieczory samodzielną audycję.

### Życie prywatne
W latach 1999–2000 spotykała się z Rio Ferdinandem. Związała się z angielskim piosenkarzem Jade’em Jonesem. 11 sierpnia 2007 urodziła syna o imieniu Beau. W 2011 roku urodziła drugiego syna Tate'a. Jest matką chrzestną córki innej byłej członkini Spice Girls, Geri Halliwell. Deklaruje się jako fanka Tottenhamu Hotspur.

## Dyskografia
| 2001                                           | A Girl Like Me - Data: 16 kwietnia 2001 - Wydawca: Virgin Records - Format: CD, kaseta magnetofonowa, digital download | 4  | 86 | 75 | 23 | 38 | 79 | 67 | 55 | 21 | –  | - UK: złoto |
| 2004                                           | Free Me - Data: 9 lutego 2004 - Wydawca: Polydor Records - Format: CD, digital download                                | 7  | –  | –  | –  | –  | –  | –  | –  | –  | 30 | - UK: złoto |
| 2006                                           | Life in Mono - Data: 4 grudnia 2006 - Wydawca: Universal Records - Format: CD, digital download                        | 65 | –  | –  | –  | –  | –  | –  | –  | –  | –  |             |
| 2019                                           | My Happy Place - Data: 12 April 2019 - Format: CD, kaseta magnetofonowa, digital download - Wydawca: BMG               | 11 | 92 | —  | —  | —  | —  | 88 | —  | 7  | 7  |             |
| „–” brak danych lub pozycja nie była notowana. | |    |    |    |    |    |    |    |    |    |    |             |